# Napalm Market
Napalm Market je absolutně první album skupiny Lordi. Bylo vytvořené v roce 1993, to znamená, že interpretem je pouze Mr. Lordi, protože další členové kapely přicházeli až v roce 1996. Album nebylo nikdy vydáno, ale tracklist a dokonce i jedna z písní („Inferno“) je stále známý. Podle této jedné písně se odhaduje, že celé album je ve stylu metalu, heavy metalu a techna.[zdroj⁠?!] Zpěv a také některé bubnové a kytarové výstupy, obstarával Mr. Lordi, ale z velké části je album stvořeno elektricky a počítačově.

## Interpret
- Mr. Lordi - zpěv, elektrická kytara, bicí

## Seznam skladeb
1. Inferno
2. I Would Do It All for You
3. Interball Mexico
4. Anti-bohemian
5. Saga